# Janusz Konopnicki
Janusz Konopnicki (ur. 12 października 1895 w Kapitule, zm. 14 listopada 1962) – podpułkownik artylerii Wojska Polskiego, kawaler Orderu Virtuti Militari.

## Życiorys
Urodził się 12 października 1895 w Kapitule nad Bzurą, w rodzinie Jana (1868–1930), zarządcy majątku księcia Michała Piotra Radziwiłła, i Jadwigi z Brzozowskich (ok. 1869–1908). Był wnukiem Jarosława i Marii Konopnickich oraz bratem Anny (1894–1948), Zofii (1898–1971), żony Jana Grankowskiego (1900–1988), i Marii (1902–1976), żony Jana Smoleńskiego (1898–1956), a także przyrodnim bratem Anieli (1912–1940), żony Antoniego Bieleckiego (1902–1988), rotmistrza 9 pułku ułanów i Krystyny (1913–1988), żony Zygmunta Edwarda Elsnera (1896–1957), majora 9 pułku ułanów.
Janusz w czasie I wojny światowej walczył w szeregach armii rosyjskiej. Był chorążym w 11 Syberyjskiej Brygadzie Artylerii Strzelców (ros. 11-я Сибирская стрелковая артиллерийская бригада). 28 sierpnia 1915 pod Grodnem został ranny.
Z dniem 11 grudnia 1918 został przyjęty do Wojska Polskiego z byłego I Korpusu Polskiego i byłej armii rosyjskiej, z zatwierdzeniem posiadanego stopnia podporucznika i przydzielony do Oficerskiej Szkoły Artylerii w Rembertowie. Później służył w 4 pułku artylerii polowej. 19 stycznia 1921 został zatwierdzony z dniem 1 kwietnia 1920 w stopniu porucznika, w artylerii, w grupie oficerów byłych Korpusów Wschodnich i byłej armii rosyjskiej. 3 maja 1922 został zweryfikowany w stopniu porucznika ze starszeństwem od 1 czerwca 1919 i 184. lokatą w korpusie oficerów piechoty. Później został przeniesiony do 8 dywizjonu artylerii konnej w Białymstoku. 1 grudnia 1924 prezydent RP nadał mu stopień kapitana z dniem 15 sierpnia 1924 i 26. lokatą w korpusie oficerów artylerii. W marcu 1927 został przeniesiony do 7 pułku artylerii polowej w Częstochowie. 16 października 1928 został przeniesiony do kadry oficerów artylerii z równoczesnym przeniesieniem służbowym na stanowisko oficera ordynansowego I zastępcy szefa Sztabu Generalnego. Od 15 czerwca do 15 września odbył staż w 4 pułku artylerii polowej w Inowrocławiu i 12 pułku piechoty w Wadowicach, a od 15 października do 15 grudnia 1930 ukończył Kurs próbny przy Wyższej Szkole Wojennej. 5 stycznia 1931 został powołany do Wyższej Szkoły Wojennej w Warszawie, w charakterze słuchacza dwuletniego kursu 1930/32. 1 listopada 1932, po ukończeniu kursu bez dyplomu naukowego, został przeniesiony do 2 pułku artylerii lekkiej Legionów w Kielcach. Na stopień majora został awansowany ze starszeństwem z 19 marca 1937 i 2. lokatą w korpusie oficerów artylerii. W marcu 1939 pełnił służbę w 13 pułku artylerii lekkiej w Równem na stanowisku dowódcy II dywizjonu. Na tym stanowisku walczył w kampanii wrześniowej. Wziął udział w bitwie pod Tomaszowem Mazowieckim (6 września), a później w obronie Warszawy. Po kapitulacji załogi stolicy przebywał w niewoli niemieckiej, w Oflagu IV B Königstein, a od 3 czerwca 1940 w Oflagu VII A Murnau. Po uwolnieniu z niewoli służył w Polskich Siłach Zbrojnych, awansując na podpułkownika. Po demobilizacji pozostał w Wielkiej Brytanii na emigracji.
Zmarł 14 listopada 1962. Jego symboliczny grób znajduje się na cmentarzu Powązkowskim w Warszawie.
3 czerwca 1924 w Sulejowie ożenił się z Martą Gawrońską (ok. 1901–1988), z którą miał dwóch synów: Jarosława (1925–1959) i Jacka (1934–1994).

## Ordery i odznaczenia
- Krzyż Srebrny Orderu Wojskowego Virtuti Militari nr 11895[29]
- Krzyż Walecznych dwukrotnie[35][26][36]
- Srebrny Krzyż Zasługi[26]